# Operation Bedlam Green
1941

Versenkung der Force Z 
1942

C –
Ironclad 
1944

Diplomat –
Cockpit –
Transom –
Councillor –
Pedal –
Crimson –
Banquet –
Light –
Millet –
Outflank –

ab 22. Nov. als British Pacific Fleet Robson 
1945

Lentil –
Meridian –
Suffice –
Stacey –
Transport –
Onboard –
Penzance –
Passbook –
Sunfish –
Bishop –
Dukedom –
Mitre –
Irregular –
Balsam –
Bedlam Green –
Collie –
Livery –
Jurist –
Tiderace
Die Operation Bedlam Green war ein trägergestützter Luftangriff der britischen Eastern Fleet (East Indies Station) unter dem Kommando von Vizeadmiral Sir Arthur Power während des Pazifikkriegs im Zweiten Weltkrieg. Das Ziel waren die japanischen Stellungen und Einrichtungen in Medan an der Nordostküste der Insel Sumatra.
Nachdem Flugzeuge, die von zwei britischen Geleitflugzeugträgern gestartet waren, über Südmalaya Fotoaufklärungsflüge durchgeführt hatten, wurden die Angriffe gegen Medan von 29 Hellcat-Jagdflugzeugen des Geschwaders Nr. 888 des Fleet Air Arm sowie Supermarine-Seafire-Jägern geflogen. Dabei wurden drei Flugplätze in der Gegend von Medan angegriffen. Zehn japanische Flugzeuge konnten dabei am Boden zerstört werden. Auch zwei Lokomotiven fielen den Angriffen zum Opfer. Durch japanisches Flugabwehrfeuer verloren die Engländer eine Hellcat.